# 水田庄乡
水田庄乡，是中华人民共和国湖南省怀化市溆浦县下辖的一个乡镇级行政单位。

## 行政区划
水田庄乡下辖以下地区：
中坡村、杨柳坳村、杉木坳村、另溪冲村、岩落冲村、思婆溪村、迎门桥村、鲁家溪村、陈家田村、青龙村和横阳村。